# Acacia mountfordiae
Acacia mountfordiae är en ärtväxtart som beskrevs av Raymond Louis Specht. Acacia mountfordiae ingår i släktet akacior, och familjen ärtväxter. Inga underarter finns listade i Catalogue of Life.